# Vivero Forestal de Chimbote
El Vivero Forestal de Chimbote es un centro recreacional de esparcimiento natural ubicado en el 438 km de la Panamericana Norte, en la ciudad de Chimbote, provincia del Santa, departamento de Ancash, Perú. Fue creado en 1945 por la Ex-Corporación Peruana del Santa, cuenta con un área total de 402,256 metros cuadrados. Actualmente se encuentra bajo la administración de la Diócesis de Chimbote.

## Descripción

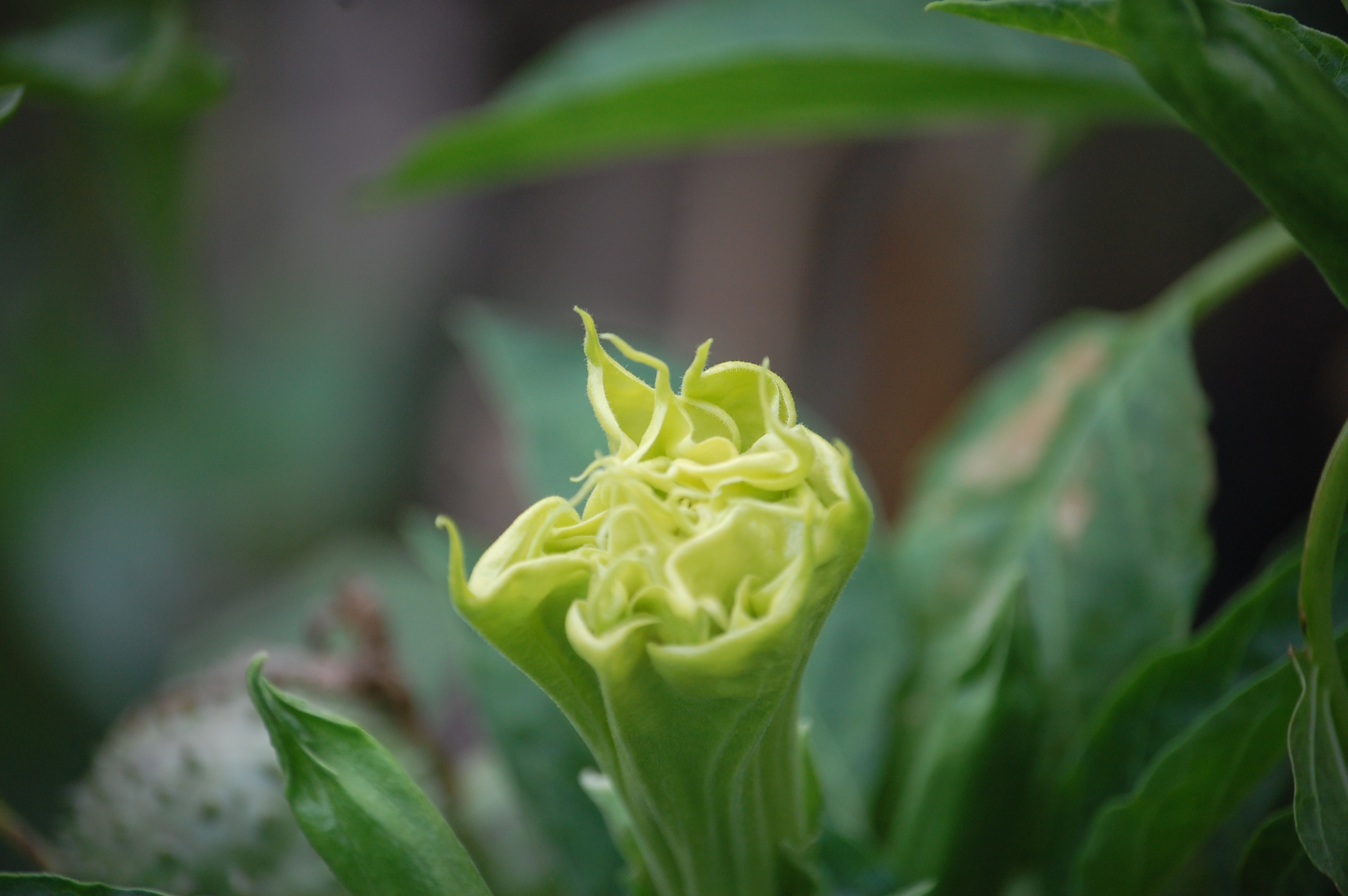
Flor de Datura metel en la zona de Expo Venta

El Vivero Forestal es un recinto natural que cuenta una gran variedad de flora y fauna. Con más de 800 especies de árboles y una extensa vegetación en sus 40 hectáreas, el Vivero Forestal es considerado el único "pulmón verde de Chimbote", el cual se reforesta cada año. La fauna que presenta es variada, esta es cuidada y preservada por la administración. En este habitan 39 tortugas, un pingüino, 4 monos, 1 sajino de Selva, 1 tigrillo; también es hogar temporal de una gran variedad de aves migratorias.
Además de su gran extensión de flora y variedad de fauna, el Vivero Forestal cuenta con espacios de recreación y diversas actividades que son disfrutadas por las familias chimbotanas y de ciudades aledañas, tales como: una laguna natural, aventura forestal, piscina olímpica, botes de remo y de pedal, paseos en cuatrimotos, zona de paintball, etc. Uno de los atractivos del Vivero es la estructura del antiguo Ferrocarril de Chimbote, esta locomotora data de los años 70 y es la única evidencia física de la existencia de un sistema ferrovial en Chimbote.

## Historia
El Vivero Forestal fue construido en el año de 1945 por la Ex-Corporación Peruana del Santa, mediante un convenio entre el Perú y el Servicio Cooperativo Interamericano de Salud del Gobierno de los Estados Unidos. En 1965 se construyeron la piscina olímpica, un restaurante turístico, el tren del bosque y juegos recreativos.
En el año 1976 fue transferido a la empresa SIDERPERU, a través de la Resolución Suprema n. °065VC-4400. Posteriormente, cuando la empresa SIDERPERU fue privatizada, el Vivero Forestal fue cedido a la Diócesis de Chimbote según el acuerdo de directorio de SIDERPERU de 21 de marzo de 1996. Actualmente sigue bajo la administración del mencionado Obispado.
En el año 1992 fue declarado Patrimonio ecológico de Chimbote, mediante sesión extraordinaria de Acuerdo de Consejo n.º 078-92-MPS del 17 de septiembre del mencionado año.